# Улянівський орнітологічний заказник
Уля́нівський зака́зник — орнітологічний заказник місцевого значення в Україні. Об'єкт природно-заповідного фонду Сумської області. 
Розташований у межах Білопільського району Сумської області, між селами Терищенки, Новоандріївка та смт Улянівка. Охоплює каскад ставків на річці Вир (притока Сейму). 
Площа 163 га. Оголошено територією ПЗФ згідно з рішенням облвиконкому від 21.12.1981 року № 407. Перебуває у віданні Улянівської селищної ради, Терещенківської сільської ради, Супрунівської сільської ради, Білопільського агролісгоспу. 
Статус присвоєно з метою збереження в природному стані цінного фауністичного комплексу, серед якого трапляються представники видів, занесених до Червоної книги України (лунь польовий, сорокопуд сірий, горностай), Європейського Червоного Списку (деркач) та Бернської конвенції. Основними завданнями заказника є збереження та відновлення чисельності фауни мисливських та рідкісних видів птахів.